# 九龍巴士74K線
- 關於1973年至1978年的第一代74線，請見「九龍巴士64K線」。
- 關於2024年投入服務的第三代74線，請見「九龍巴士74線」。
- 關於1980年至1982年的第二代84線，請見「九龍巴士84線」。

九龍巴士74K線是香港新界一條來往大埔墟站及三門仔的循環巴士路線，途經香港教育大學。

## 歷史
- 1974年8月16日：本路線前身84投入服務，來往大埔墟及三門仔。
- 1978年10月1日：本路線編號84改稱74。
- 1983年4月7日：配合九廣鐵路（現稱港鐵東鐵綫）電氣化服務即將貫通至大埔墟，改稱74K，並延長至大埔火車站（現稱大埔墟鐵路站）。
- 1986年1月19日：繞經大埔中心。
- 1991年6月25日：改為祇在每日上下午繁忙時間提供服務。
- 1994年5月16日至17日：由於新界專線小巴20K因小巴加車租問題引致小巴司機罷駛，九巴曾經於該兩天將本線全日行走。
- 2003年10月31日：改為全空調服務。
- 2011年12月19日：本線與275／275S合併，並實施以下改動[3]：
  - 提升至每天全日服務及改為循環運作，大埔墟鐵路站開出由頭車至12:00時段，先繞經香港教育學院（現稱香港教育大學），再前往三門仔，然後返回大埔中心及大埔墟鐵路站；12:00至尾車時段，會先前往三門仔折返，然後繞經香港教育學院再前往大埔中心及大埔墟鐵路站。
  - 簡化大埔墟內行車路線，由大埔墟鐵路站開出途經達運道、南運路、鄉事會街後返回寶鄉街；由三門仔開出，駛至廣福道後，改經運頭街、南運路及雅運路。
- 2012年9月10日：配合大學入學「雙軌年」，本線試辦兩班由大埔墟鐵路站開出直達香港教育學院、不停大埔中心的特別班次，開出時間為08:45及09:00[4]。
- 2013年3月18日：取消大埔墟鐵路站開出直達香港教育學院的特別班次[5]，直至2013年9月9日重投服務至同年11月1日。
- 2015年4月13日：逢星期一至五試辦一班特別班次，於17:30由香港教育學院單向開往大埔墟站。試辦期至同年5月22日為止，試辦期結束後服務暫停。
- 2015年9月1日：恢復香港教育學院單向往大埔墟站之特別班次，詳情與同年4月時相同，試辦期至同年10月9日為止。
- 2015年12月31日：增設到站時間預報。
- 2023年8月21日：逢星期一至五上課日增設一班上午短程特別班次，於08:15由大埔中心單向開往香港教育大學。

## 服務時間及班次
74K常規班次
| 大埔墟站開       | 大埔墟站開  | 大埔墟站開   |
| 日期             | 服務時間    | 班次（分鐘） |
| ---------------- | ----------- | ------------ |
| 星期一至五       | 05:50-06:20 | 30           |
| 星期一至五       | 06:20-07:00 | 20           |
| 星期一至五       | 07:00-07:45 | 15           |
| 星期一至五       | 07:45-08:10 | 12-13        |
| 星期一至五       | 08:10-08:25 | 15           |
| 星期一至五       | 08:25-11:45 | 20           |
| 星期一至五       | 12:15-12:45 | 30           |
| 星期一至五       | 12:45-13:45 | 20           |
| 星期一至五       | 13:45-15:00 | 25           |
| 星期一至五       | 15:00-16:00 | 20           |
| 星期一至五       | 16:00-17:45 | 15           |
| 星期一至五       | 17:45-18:45 | 20           |
| 星期一至五       | 18:45-21:40 | 25           |
| 星期一至五       | 21:40-00:10 | 30           |
| 星期六           | 05:50-06:20 | 30           |
| 星期六           | 06:20-11:45 | 25           |
| 星期六           | 12:15-13:45 | 30           |
| 星期六           | 13:45-15:00 | 25           |
| 星期六           | 15:00-16:40 | 20           |
| 星期六           | 16:40-19:10 | 25           |
| 星期六           | 19:10-00:10 | 30           |
| 星期日及公眾假期 | 05:50-07:50 | 30           |
| 星期日及公眾假期 | 07:50-10:45 | 25           |
| 星期日及公眾假期 | 10:45-11:45 | 30           |
| 星期日及公眾假期 | 12:15-13:45 | 30           |
| 星期日及公眾假期 | 13:45-19:10 | 25           |
| 星期日及公眾假期 | 19:10-00:10 | 30           |

- 紫字班次先經香港教育大學

74K上午短程特別班次
- 大埔中心 → 香港教育大學：
  - 星期一至五上課日：08:15（星期六、日及公眾假期，以及教大假期期間不設服務）

74K下午及晚間特別班次
- 香港教育大學 → 大埔墟站：
  - 星期一至五上課日：12:35、17:05、18:35、21:30（星期六、日及公眾假期，以及教大假期期間不設服務）
  - 星期一至五：17:30（星期六、日及公眾假期不設服務）

## 收費
全程：$5.6
| - 本線設有12歲以下小童及65歲或以上長者半價優惠。 - 65歲或以上香港居民使用「樂悠咭」，以及12歲以下合資格殘疾兒童使用「殘疾人士身份」個人八達通繳付車資，均可享有每程$2.0或半價（以較低者為準）的票價優惠；12至64歲合資格殘疾人士使用「殘疾人士身份」個人八達通（包括「樂悠咭」），以及60至64歲香港居民使用「樂悠咭」繳付車資，均可享有每程$2.0或全費（以較低者為準）的票價優惠。 - 65歲或以上長者如使用長者或一般個人八達通繳付車資，則只可享有半價優惠；12至64歲合資格殘疾人士如不使用「殘疾人士身份」個人八達通，以及60至64歲人士如不使用「樂悠咭」繳付車資，必須繳付全費。 - 乘客可以現金或八達通於上車時付款，不設找續。 - 每位成人乘客可免費攜帶最多兩名4歲以下而不佔座位的兒童乘客乘車，超額之4歲以下小童必須繳付小童車費乘車。 - 持有「九巴月票」之乘客在車票有效期內，每日可享最多10程任何九龍巴士及龍運巴士路線（包括本路線，以及聯營路線的九龍巴士／龍運巴士提供的班次；惟乘搭機場「A」及「NA」線則可享原價二七折優惠（不會計算每天10次合資格車程））；而B1線則每日可享最多各2程（不會計算每天10次合資格車程）。 - 九龍巴士、城巴、龍運巴士及陽光巴士全職員工及家屬（不包括外判職員）可免費乘搭本路線，惟必須拍職員或職員家屬八達通。 - 乘客亦可透過多元化電子支付系統（e度嘟）繳付車資，包括使用非接觸式VISA卡、JCB卡、萬事達卡、銀聯卡、美國運通、大來國際、Discover Card、Apple Pay、Google Pay、Samsung Pay、AlipayHK「易乘碼」、支付寶、WeChatHK／微信支付「搭車碼」、銀聯雲閃付「乘車碼」及BOC Pay「乘車碼」。乘客使用此付款方式，使用此支付方式的乘客可享有中途下車之分段收費，以及與其他九巴／龍運獨營路線或聯營線九巴／龍運班次之轉乘優惠，惟不適用於與非九巴／龍運路線之轉乘優惠，亦不能享有「公共交通費用補貼計劃」及「長者及合資格殘疾人士公共交通票價優惠計劃」。 |

## 使用車輛

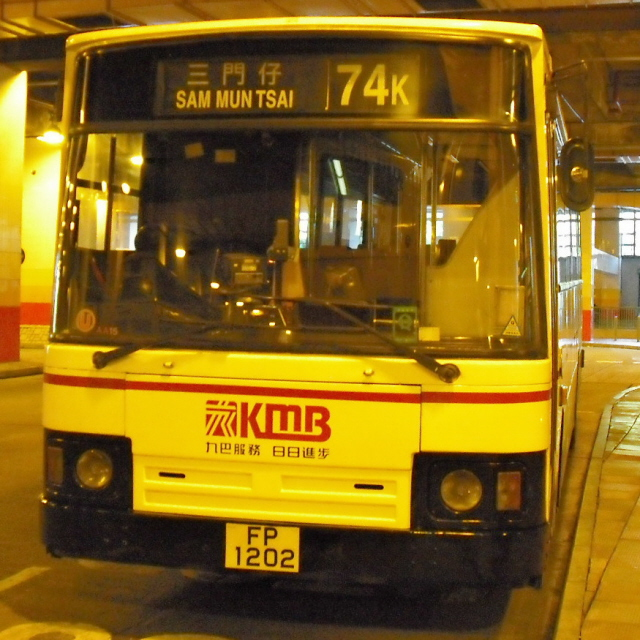
74K線曾使用丹尼士飛鏢。

本線未改為全日服務前，客量稀少，九巴只會派出單層巴士行走本線，型號是丹尼士飛鏢。於2009年11月30日起，則改派全新的12米斯堪尼亞K230UB。
由2011年12月19日起，因本線與275／275S合併，本線接收原有275／275S的3輛掛牌車，包括2輛丹尼士三叉戟12米（ATR）及1輛富豪奧林比安12米空調巴士（3AV），原有1輛斯堪尼亞K230UB 12米（ASC）單層空調巴士（ASC7／NX3286）被調走。
目前本線使用5輛亞歷山大丹尼士Enviro 500 MMC（3輛11.3米E6M及1輛12米ATENU）雙層空調巴士，均屬上水車廠。
| 車隊編號 | 車牌   |
| -------- | ------ |
| E6M86    | XA7877 |
| E6M89    | XA7924 |
| E6M93    | XA7911 |
| E6M151   | YV1613 |

## 行車路線

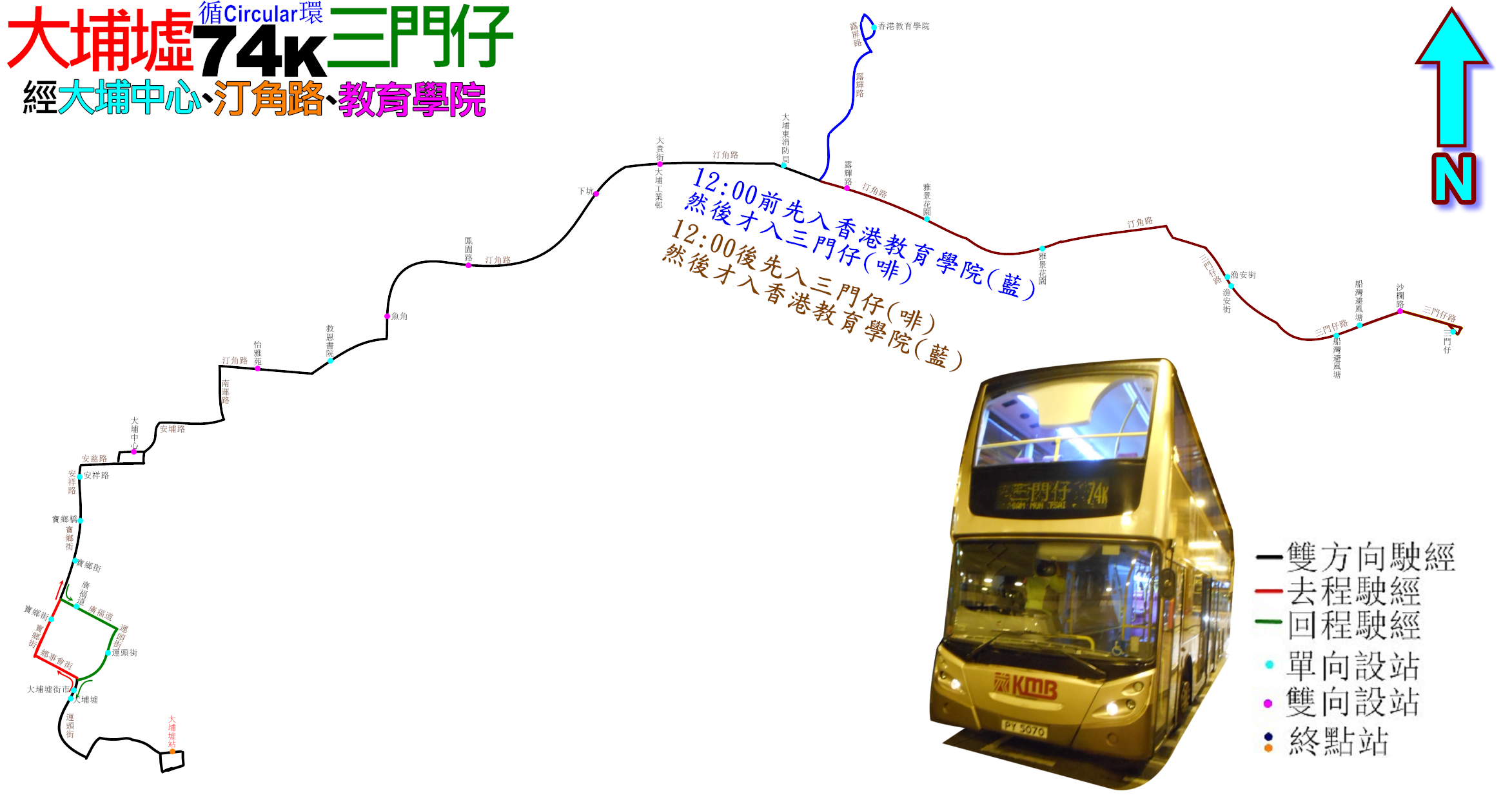
此線在正午12:00前的班次先經香港教育大學（行藍線），然後經三門仔（行啡線），最後前往大埔墟站；正午12:00後的班次，先經三門仔（行啡線），然後再經香港教育大學（行藍線），最後前往大埔墟站

中午12時前經：達運道、南運路、運頭街、鄉事會街、寶鄉街、寶鄉橋、安祥路、安慈路、大埔中心巴士總站、安埔路、南運路、汀角路、露輝路、露屏路、露屏路公共運輸交匯處、露屏路、露輝路、汀角路、三門仔路、汀角路、南運路、安埔路、大埔中心巴士總站、安慈路、安祥路、寶鄉橋、寶鄉街、廣福道、運頭街、南運路及雅運路。
中午12時後經：達運道、南運路、運頭街、鄉事會街、寶鄉街、寶鄉橋、安祥路、安慈路、大埔中心巴士總站、安埔路、南運路、汀角路、三門仔路、汀角路、露輝路、露屏路、露屏路、露輝路、汀角路、南運路、安埔路、大埔中心巴士總站、安慈路、安祥路、寶鄉橋、寶鄉街、廣福道、運頭街、南運路及雅運路。

### 沿線車站
| 大埔墟站開（12:00前） | 大埔墟站開（12:00前） | 大埔墟站開（12:00前）  | 大埔墟站開（12:00後） | 大埔墟站開（12:00後） | 大埔墟站開（12:00後）  |
| 序號                  | 車站名稱              | 位置                   | 序號                  | 車站名稱              | 位置                   |
| --------------------- | --------------------- | ---------------------- | --------------------- | --------------------- | ---------------------- |
| 1                     | 大埔墟站巴士總站      | 大埔墟站公共運輸交匯處 | 1                     | 大埔墟站巴士總站      | 大埔墟站公共運輸交匯處 |
| 2                     | 大埔墟街市            | 運頭街                 | 2                     | 大埔墟街市            | 運頭街                 |
| 3                     | 寶鄉街                | 寶鄉街                 | 3                     | 寶鄉街                | 寶鄉街                 |
| 4                     | 寶鄉橋                | 寶鄉街                 | 4                     | 寶鄉橋                | 寶鄉街                 |
| 5*                    | 大埔中心              | 大埔中心巴士總站       | 5                     | 大埔中心              | 大埔中心巴士總站       |
| 6*                    | 怡雅苑                | 汀角路                 | 6                     | 怡雅苑                | 汀角路                 |
| 7*                    | 魚角                  | 汀角路                 | 7                     | 魚角                  | 汀角路                 |
| 8*                    | 鳳園路                | 汀角路                 | 8                     | 鳳園路                | 汀角路                 |
| 9*                    | 下坑                  | 汀角路                 | 9                     | 下坑                  | 汀角路                 |
| 10*                   | 大貴街                | 汀角路                 | 10                    | 大貴街                | 汀角路                 |
| 11*                   | 大埔東消防局          | 汀角路                 | 11                    | 大埔東消防局          | 汀角路                 |
| 12*                   | 香港教育大學          | 露屏路公共運輸交匯處   | 12                    | 露輝路                | 汀角路                 |
| 13                    | 露輝路                | 汀角路                 | 13                    | 雅景花園              | 汀角路                 |
| 14                    | 雅景花園              | 汀角路                 | 14                    | 漁安街                | 三門仔路               |
| 15                    | 漁安街                | 三門仔路               | 15                    | 船灣避風塘            | 三門仔路               |
| 16                    | 船灣避風塘            | 三門仔路               | 16                    | 沙欄路                | 三門仔路               |
| 17                    | 沙欄路                | 三門仔路               | 17                    | 三門仔                | 三門仔巴士總站         |
| 18                    | 三門仔                | 三門仔巴士總站         | 18                    | 沙欄路                | 三門仔路               |
| 19                    | 沙欄路                | 三門仔路               | 19                    | 船灣避風塘            | 三門仔路               |
| 20                    | 船灣避風塘            | 三門仔路               | 20                    | 漁安街                | 三門仔路               |
| 21                    | 漁安街                | 三門仔路               | 21                    | 雅景花園              | 汀角路                 |
| 22                    | 雅景花園              | 汀角路                 | 22                    | 露輝路                | 汀角路                 |
| 23                    | 露輝路                | 汀角路                 | 23^                   | 香港教育大學          | 露屏路公共運輸交匯處   |
| 24                    | 大埔工業邨            | 汀角路                 | 24^                   | 大埔工業邨            | 汀角路                 |
| 25                    | 下坑                  | 汀角路                 | 25^                   | 下坑                  | 汀角路                 |
| 26                    | 大發街                | 汀角路                 | 26^                   | 大發街                | 汀角路                 |
| 27                    | 魚角                  | 汀角路                 | 27^                   | 魚角                  | 汀角路                 |
| 28                    | 救恩書院              | 汀角路                 | 28^                   | 救恩書院              | 汀角路                 |
| 29                    | 怡雅苑                | 汀角路                 | 29^                   | 怡雅苑                | 汀角路                 |
| 30                    | 大埔中心              | 大埔中心巴士總站       | 30^                   | 大埔中心              | 大埔中心巴士總站       |
| 31                    | 安祥路                | 安祥路                 | 31^                   | 安祥路                | 安祥路                 |
| 32                    | 廣福道                | 廣福道                 | 32^                   | 廣福道                | 廣福道                 |
| 33                    | 運頭街                | 運頭街                 | 33^                   | 運頭街                | 運頭街                 |
| 34                    | 大埔墟                | 運頭街                 | 34^                   | 大埔墟                | 運頭街                 |
| 35                    | 大埔墟站巴士總站      | 大埔墟站公共運輸交匯處 | 35^                   | 大埔墟站巴士總站      | 大埔墟站公共運輸交匯處 |

- 74K線上午短程特別班次只停靠有*號之車站。
- 74K線下午及晚間特別班次只停靠有^號之車站。

## 客量
開線之初，本線曾是三門仔對外主要路線，但自1983年20號線（現稱20K線）專線小巴投入服務，以頻密班次及平行路線搶客，使得本線改為繁忙時間服務，本線客量也比其他來往郊區的路線低，直到2011年12月19日才因275／275S線合併，才改為全日服務。
現時，本線乘客主要是一些不趕時間的民眾(以長者較多)，以及香港教育大學的學生，但因受到小巴及香港教育大學來往港鐵東鐵綫大學站的穿梭巴士的競爭，除繁忙時間／指定的放學時間外，客量頗低。

## 外部連結
- 九巴74K線（页面存档备份，存于）